# Język imroing
Język imroing (a. imroin) – język austronezyjski używany w prowincji Moluki w Indonezji, przez grupę ludności na wyspie Babar (wyspy Barat Daya). Według danych z 2007 roku posługuje się nim 560 osób.
Jego użytkownicy zamieszkują wieś Emroing (Imroing) w południowo-zachodniej części wyspy. Publikacja Peta Bahasa rozpatruje go jako jeden z dwóch dialektów języka telaah (drugim z nich jest dialekt tela). M. Taber (1993) wyróżnia dwa odrębne języki: tela-masbuar (tela, tela’a) i imroing.
Jego znajomość zanika. Jest wypierany przez lokalny malajski, który przyjął się we wszelkich sferach życia, poza tradycyjnymi obrzędami. W użyciu jest także język indonezyjski, m.in. w administracji i sferze religijnej.
Nie wykształcił piśmiennictwa.